# Snyte

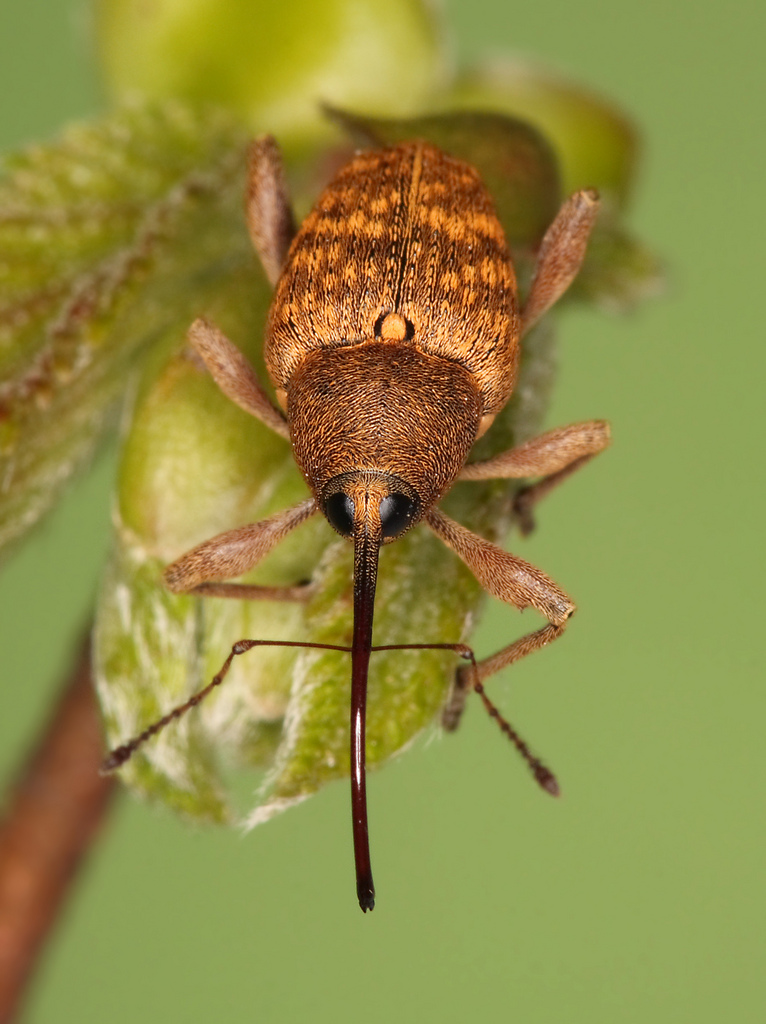
Snytet hos en nötvivel, med antenner och käkar i spetsen.

Snyte avser inom entomologi den främre snabelliknande eller näbbliknande utdragna delen av huvudet som finns hos vissa insekter, i synnerhet hos skalbaggar av familjen vivlar. På snytet finns vivlarnas antenner och i snytets spets finns käkarna. 
Inom zoologi är det latinska ordet rostrum den anatomiska benämningen för denna struktur.